# Центральна мечеть (Кельн)
Центральна мечеть Кельна (нім. DITIB-Zentralmoschee Köln, тур. Merkez-Cami) — мечеть у місті Кельн. 

## Історія
28 серпня 2008 року міська рада Кельна проголосувала за схвалення будівництва мечеті. Мечеть була урочисто відкрита президентом Туреччини Реджепом Ердоганом. Мечеть займає площу 4500 м2 і може вмістити від 2 до 4 тисяч відвідувачів. На будівництво цього ісламського комплексу, який включає ресторан, місце культу, бібліотеку та ісламський культурний центр, було надано 40 мільйонів доларів.[джерело?] Проект підтримано Діянетським відділенням Турецько-Ісламського Союзу (DITIB).

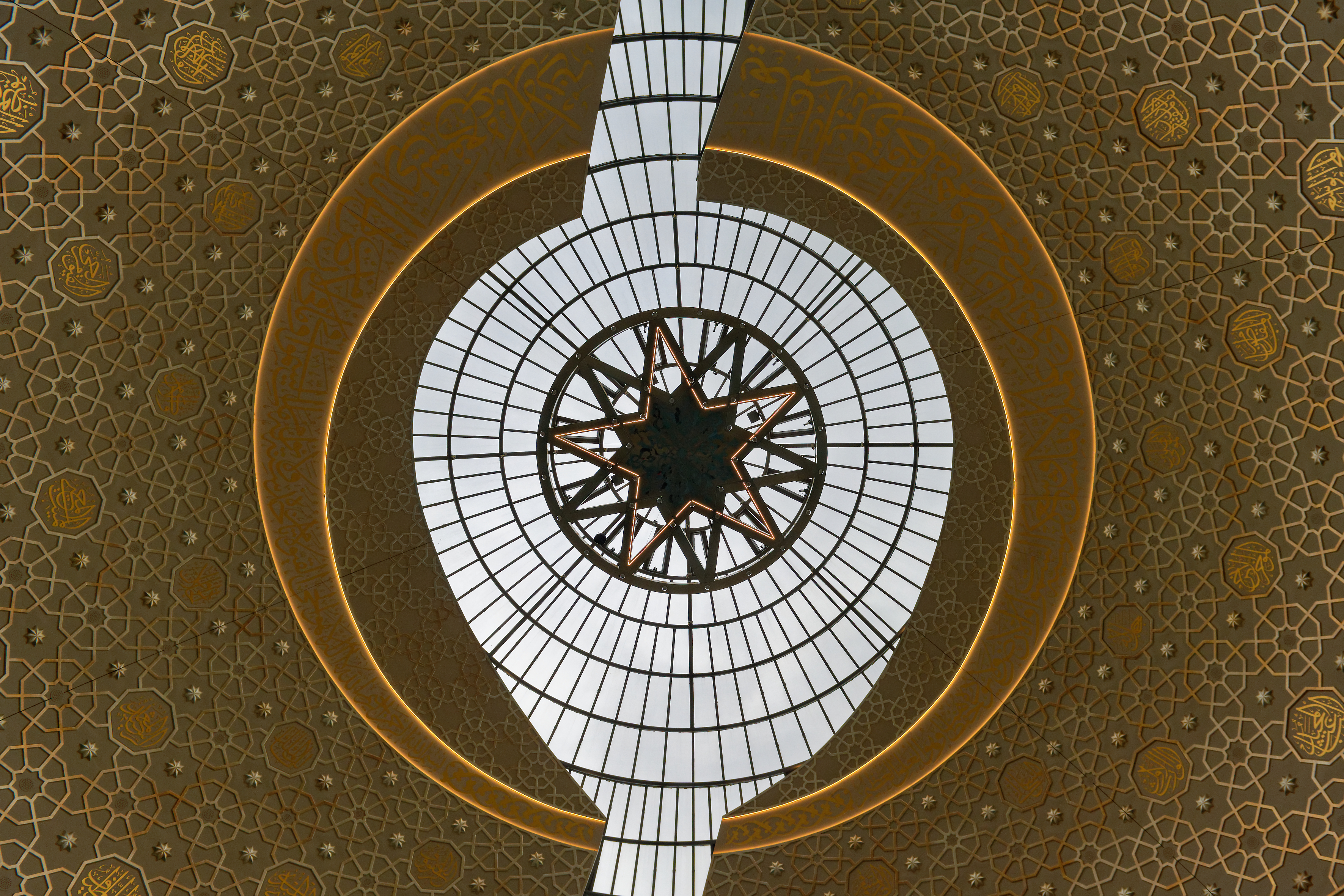
Купол

Мечеть має скляний купол і два 55-метрові мінарети. Архітектором є Готфрід Бьом, який спеціалізується на будівництві церков. Стіни мечеті виготовлені зі скла. Додаткові секції комплексу, такі як ресторани, вестибюлі та магазини, будуть відкриті для відвідувачів усіх конфесій. Після її завершення мечеть стала найбільшою у Німеччині. 

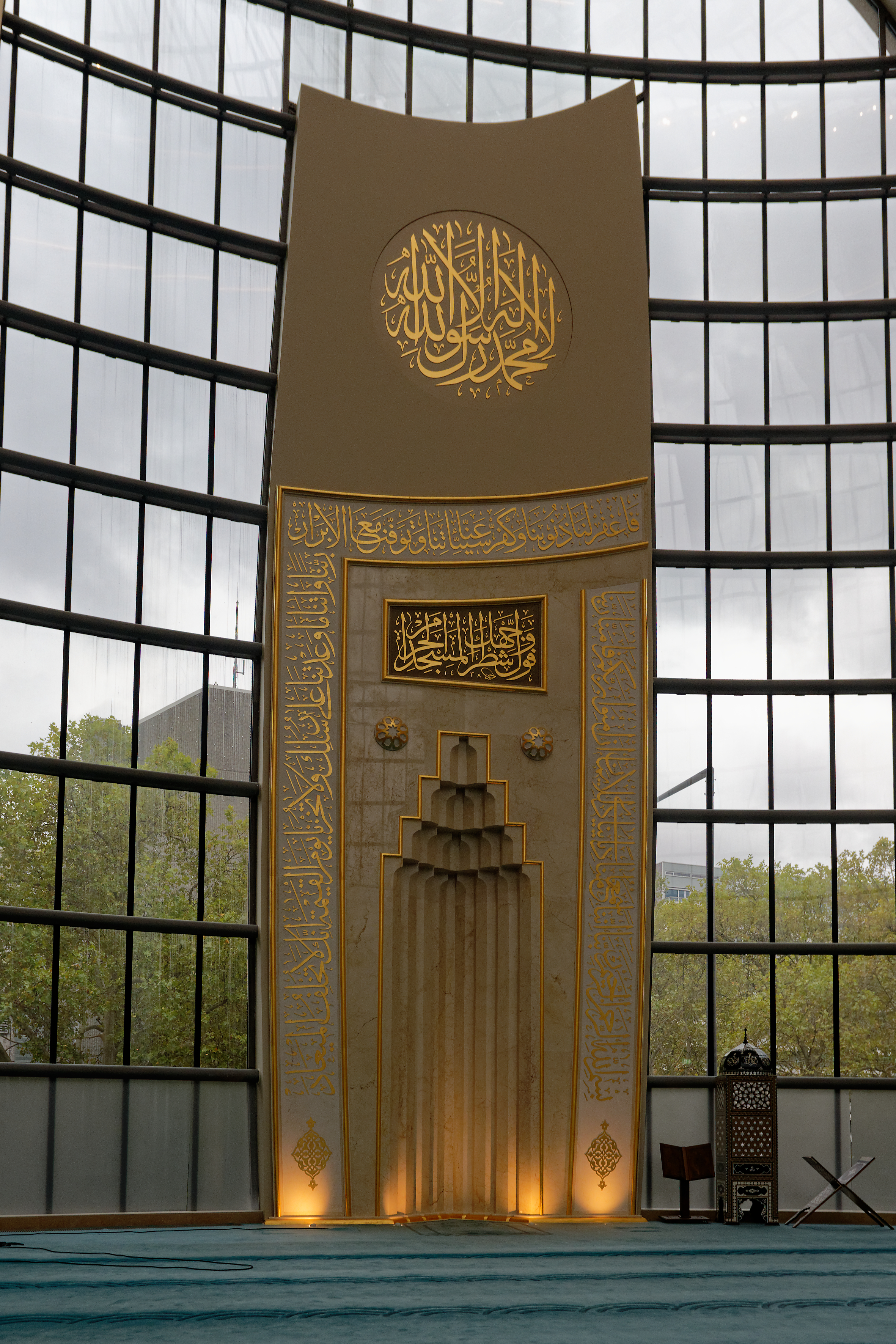
Міхраб